# الذاري (الحيمة الداخلية)

تعديل مصدري - تعديل

الذاري هي إحدى قرى عزلة الجدعان بمديرية الحيمة الداخلية التابعة لمحافظة صنعاء، بلغ تعداد سكانها 103 نسمة حسب تعداد اليمن لعام 2004.